# ديتر فينسل
ديتر فينسل (بالإنجليزية: Dieter Fensel)‏ (من مواليد 10 أكتوبر 1960، في نورنبرغ) وهو باحث ألماني في مجال اللغات الشكلية والويب الدلالي. وهو أستاذ جامعي في جامعة إنسبروك. يدير ديتر معهد ومركز أبحاث مرتبط بالجامعة.

## حياته
درس فينسل الرياضيات والعلوم الاجتماعية وعلوم الكمبيوتر في برلين، وحصل على درجة الدكتوراه في الاقتصاد في عام 1993، ودرس تحت إشراف الدكتور رودي ستزر في معهد كارلسروه للتكنولوجيا. وفي عام 1998، حصل على تأهيله وبدأ العمل في معهد علوم الحاسب الآلي التطبيقي وإجراءات الوصف الرسمي (AIFB) وكان يقوم بالتركيز على إدارة المعرفة واللغات الشكلية.
عمل بعد ذلك أستاذاً مساعداً في جامعة أمستردام، وكأستاذ في معهد نوي جالواي (جمهورية أيرلندا) (2003-2006) وفي جامعة إنسبروك. وقد تم تعيينه من قبل معرض غالواي لتوجيه معهد بحوث المشاريع الرقمية (DERI) ؛ استقال من هذا المنصب بعد نزاع مع مؤسسة العلوم في ايرلندا حول ما إذا كان يمكن تعويضه عن الطائرات المستأجرة، التي تستخدم لتبسيط وصلات السفر غير المعقدة بين جالواي وإنسبروك. منذ عام 2003، شغل منصب مدير معهد بحوث المشاريع الرقمية (DERI). كان فينسل المدير المؤسس لمعهد التكنولوجيا الدلالية الدولي (STI2). وهو واحد من خمسة مؤسسين لشركة '' سبيددا سبين '' لشركة STI إنسبروك.
نشر فينسل العديد من المقالات في الدوريات التقنية وقد شارك في العديد من البرامج للأبحاث والتطور التكنولوجي مثل LarKc و SOA4All.

## وصلات خارجية
- Curriculum Vitae Dieter Fensel